# Bettine Jahn
Bettine Jahn (Magdeburgo, Sajonia-Anhalt, República Democrática Alemana, 3 de agosto de 1958) fue una atleta alemana, especializada en la prueba de 100 m vallas en la que llegó a ser campeona mundial en 1983.

## Carrera deportiva
En el Mundial de Helsinki 1983 ganó la medalla de oro en los 100 metros vallas, con un tiempo de 12.35 segundos, llegando a la meta por delante de su compatriota Kerstin Claus-Knabe y de la búlgara Ginka Boycheva-Zagorcheva.